# 张光帅
张光帅（1981年—），出生于山东淄博。2003年毕业于山东师范大学美术学院。张光帅现在担任山东工艺美术学院数字艺术与传媒学院副院长，教授，硕士研究生导师。主要从事动画、影视、数字媒体艺术相关教研及创作。
同时担任山东工艺美术学院人工智能设计研究中心主任、中国高等院校影视学会动画与数字媒体艺术专业委员会理事、全国高校计算基础教育研究会网络科技与智能媒体设计专业委员会副秘书长、山东省电影家协会理事（主席团成员）、山东省电影家协会动画艺术委员会主任、山东省美术家协会副秘书长等职务。

## 作品

### 书籍
| 书籍名称             | 出版时间   | 作者                   | 出版单位       |
| -------------------- | ---------- | ---------------------- | -------------- |
| 网页配色密码         | 2006.12.01 | 顾群业、张光帅、宋玉远 | 清华大学出版社 |
| 网络动画设计         | 2007.09.01 | 姜军、张光帅           | 清华大学出版社 |
| Maya光影与贴图的艺术 | 2009.06.01 | 宋玉远、张光帅、张克博 | 清华大学出版社 |
| 游戏艺术设计         | 2012.12.01 | 顾群业、宋玉远、张光帅 | 清华大学出版社 |

### 论文
新媒体艺术与传统绘画---2013年
国学数字化理论探索--2016年
课程思政视域下艺术设计专业课程教学改革探索与实践--2022年

## 经历
2010年，张光帅参与共同创作设计了第22届山东省运动会吉祥物《伶伶俐俐》。2012年9月，共同创作的影院版动画短片《大乳山的传说》获得第五届山东青年微电影大赛动画片单元一等奖。同年还参与共同创作设计了国际体联体操世界杯淄博站吉祥物《陶陶.龙龙》、第二届非物质文化遗产博览会吉祥物《石榴娃》、第十届中国艺术节吉祥物《凤舞东方》等作品。2013年，参与共同创作设计第三届非遗博览会吉祥物《兔娃》。
2015年7月10日，张光帅获得中国孔子基金会“卡通孔子像”设计大赛颁奖典礼优秀指导教师。2016年，张光帅担任山东数字舞台视效制作的舞剧《兰》的视效导演。同年，为北京故宫博物院研发数字音画《万寿盛典图》。10月，设计的电脑绘画作品《无中生有》参加数字绘画专题展——“零壹相生·数字绘画邀请展”。2020年，张光帅的作品《问道》获得第十三届全国美术作品展览“中国美术奖”“优秀创作奖”。同年，作为设计团队指导教师指导山东工艺美院的师生共同设计名为《防疫三字经》的表情包。
2024年3月，与张牧合作的《共生》影像装置参加“画龙点睛”全国生成式人工智能艺术展暨《塗龙季》第三季展览。